# Carles Coll
Carles Coll Martí, född 15 oktober 2001 i Tarragona, är en spansk simmare.

## Karriär
Vid olympiska sommarspelen 2024 i Paris var Coll en del av Spaniens kapplag som blev diskvalificerade i försöksheatet på 4×100 meter medley. Vid kortbane-VM 2024 i Budapest tog han guld på 200 meter bröstsim.